# Сен-Жорж (станция метро)
Сен-Жорж (фр. Saint-Georges) — станция линии 12 Парижского метрополитена, расположенная в IX округе Парижа. Названа по расположенным рядом улице и площади Сен-Жорж

## История
- Станция открылась 8 апреля 1911 года в составе пускового участка Нотр-Дам-де-Лоретт — Пигаль линии А компании Север-Юг. 27 марта 1931 года вошла в состав метрополитена как часть линии 12. В 2000-х годах на станции проведена реновация в стиле "псевдо Север-Юг".
- Пассажиропоток по станции по входу в 2011 году, по данным RATP, составил 1 254 251 человек[2]. В 2013 году этот показатель вырос до 1 279 016 пассажиров (285 место по уровню входного пассажиропотока в Парижском метро)[3]

## Конструкция и оформление
Станция состоит из двух залов с боковыми платформами, разделёнными перегородками. В оформлении станционных залов использованы несколько стилей: стены выложены плиткой в стиле "Мотте", фаянсовой плиткой же оформлено название станции на синем фоне с позолоченной окантовкой. При реновации станции в 2000-х годах использовались элементы стиля "Годен".
- Лестничный сход на площади Сен-Жорж
- Название станции, оформленное плиткой